# Fartura
Fartura é um município brasileiro do estado de São Paulo. Está localizado no sudoeste do estado na região do vale do rio Paranapanema, próximo à divisa com o estado do Paraná. Pertencendo à Mesorregião de Assis e à Microrregião de Ourinhos. Sua população estimada em 2022 era de 16.641 habitantes.

## História
Historicamente habitadas pelos índios caiovás da macrofamília guarani, as férteis terras farturenses começaram a atrair colonos no fim do século XIX, época em que grandes aldeamentos foram realizados sob a liderança do Frei Pacífico de Montefalco e financiamento de João da Silva Machado, o Barão de Antonina.
Em 1880, cumprindo uma promessa feita por seu pai, Manoel Remígio Viana realiza uma doação de terras a Luís Ribeiro Salgado e Vicente de Oliveira Trindade com o encargo de construírem uma capela em homenagem a Nossa Senhora das Dores, padroeira do município. A conclusão da obra só foi possível com os esforços prestados pelas famílias locais, que  recentemente haviam construído um cruzeiro de madeira sob o qual rezavam aos domingos e feriados santos. A forte religiosidade dos primeiros farturenses é representada pela cruz em vermelho vivo presente no brasão do município, símbolo de elevada fé cristã segundo a heráldica tradicional. 
Em 1881, a recém-empossada Câmara Municipal de Piraju envia a Fartura o fiscal de tributos Manuel Martins com o objetivo de cobrar os impostos devidos pela crescente povoação, iniciando ali a sua luta para impedir que o povoado fosse elevado à categoria de Distrito e, posteriormente, a construção de uma nova paróquia. No entanto, em 7 de Fevereiro de 1884, Domingos Antônio Raiol, então presidente da província, sanciona a Lei n. 5  da Província de São Paulo, elevando o povoado da Capela Nossa Senhora das Dores de Fartura à categoria de Freguesia de Fartura, desmembrando-a de Piraju e a anexando a Itaporanga.
Aos 31 de março de 1891, ano da primeira Constituição republicana, após enfrentar muita resistência política, Américo Brasiliense de Almeida Melo edita o decreto n. 145/1891 do Estado de São Paulo, elevando a recém-formada freguesia de Fartura à condição de município. Nesta data é considerada a fundação do município, celebrada pelos munícipes com a EXPOFAR, comumente denominada Festa de Fartura. A tradicional festa de aniversário da cidade proporciona aos munícipes e moradores das cidades vizinhas diversas atrações artísticas e culturais, como shows de música sertaneja raiz e universitária, festival de viola caipira, parque de diversões, feiras livres e etc. 
Curiosamente, a divergência sobre o nome do município já estava presente entre os antigos habitantes, mas a versão mais aceita é que Fartura se deve às terras roxas da região e à abundância de peixes do ribeirão que banha a cidade.

### Principais efemérides
- Instalação da freguesia: 7 de fevereiro de 1884
- Ascensão à categoria de município: 31 de março de 1891
- Instalação do município: 10 de abril de 1891
- Criação da comarca: 31 de dezembro de 1963
- Dia da Padroeira Nossa Senhora das Dores: 15 de setembro

## Geografia
Localiza-se a uma latitude 23º23'18" sul e a uma longitude 49º30'36" oeste, estando a uma altitude de 516 metros. Possui uma área de 429,464 km².

### Hidrografia
- Ribeirão Fartura, Rio Itararé e Ribeirão do Veado.

### Rodovias
- SP-249
- SP-287

## Demografia
Dados do Censo - 2010
População Total: 15 320
- Urbana: 12 238
- Rural: 3 082
- Homens: 7 426
- Mulheres: 7 894
- Densidade demográfica: 35,70 hab./km²
- Mortalidade infantil até 1 ano (por mil): 16,37
- Expectativa de vida (anos): 70,95
- Taxa de fecundidade (filhos por mulher): 2,32
- Taxa de Alfabetização: 89,98%
- Produto Interno Bruto: R$ 9.311.000,00
- Renda per capita: R$ 14.990,88
- Índice de Desenvolvimento Humano (IDH-M): 0,732
- IDH-M Renda: 0,691
- IDH-M Longevidade: 0,766
- IDH-M Educação: 0,858

(Fonte: IPEADATA)

## Política e administração
- Prefeito: Luciano Filé (2021/2024)
- Vice-Prefeito: Pedro Langeli (2021/2024)
- Presidente da Câmara dos Vereadores: João Alexandre Buranello Sobrinho (2023/2024)

## Infraestrutura

### Comunicações

#### Telefonia
O sistema de telefones automáticos foi inaugurado na cidade em 1977 pela Telecomunicações de São Paulo (TELESP), que também implantou o sistema de discagem direta à distância (DDD) em 1979 com o código de área (0143).
Na década de 90 o código DDD da cidade foi alterado para (014), para padronização do sistema telefônico com a telefonia celular que estava sendo implantada em todo o estado.

#### Rádios
Atualmente, Fartura conta com duas estações de radiodifusão, sendo: a) FM 91.3 Mhz (Rádio Nova Voz FM): Fundada em 1989 e dirigida atualmente pela Sociedade dos Padres Teatinos; b) FM 87.9 Mhz (Rádio Pérola FM): Fundada em 2001 e dirigida atualmente pela Associação Comunitária de Educação Ambiental de Fartura-SP.

## Religião
O Cristianismo se faz presente na cidade da seguinte forma:

### Igreja Católica
- A igreja faz parte da Diocese de Ourinhos.[13]

### Igrejas Evangélicas
Entre as igrejas protestantes históricas, pentecostais e neopentecostais, encontram-se na cidade:
- Assembleia de Deus Ministério do Belém.[16][17]
- Congregação Cristã no Brasil.[18]

## Galeria de fotos

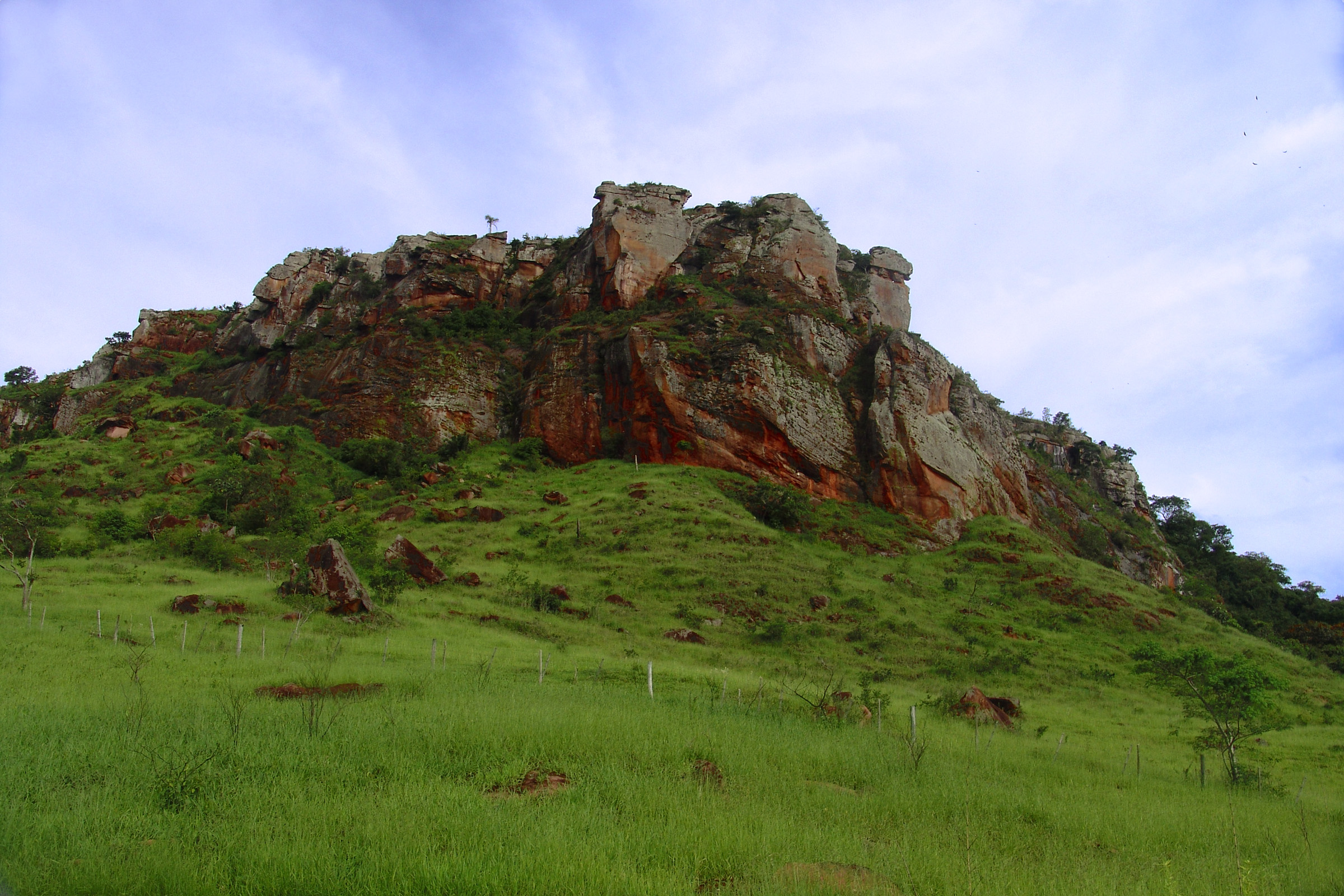
Rochas na estrada de Fartura à Sarutaiá.
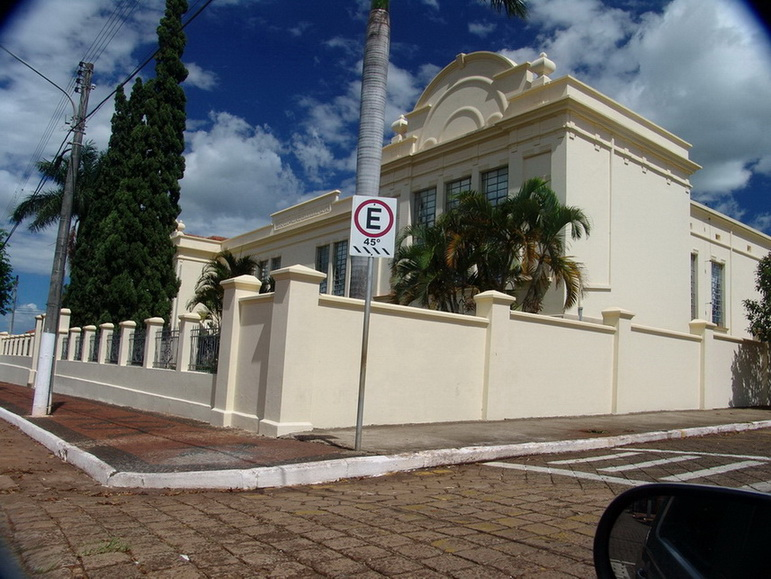
E.E "Coronel Marcos Ribeiro", tradicional instituição de ensino do município.
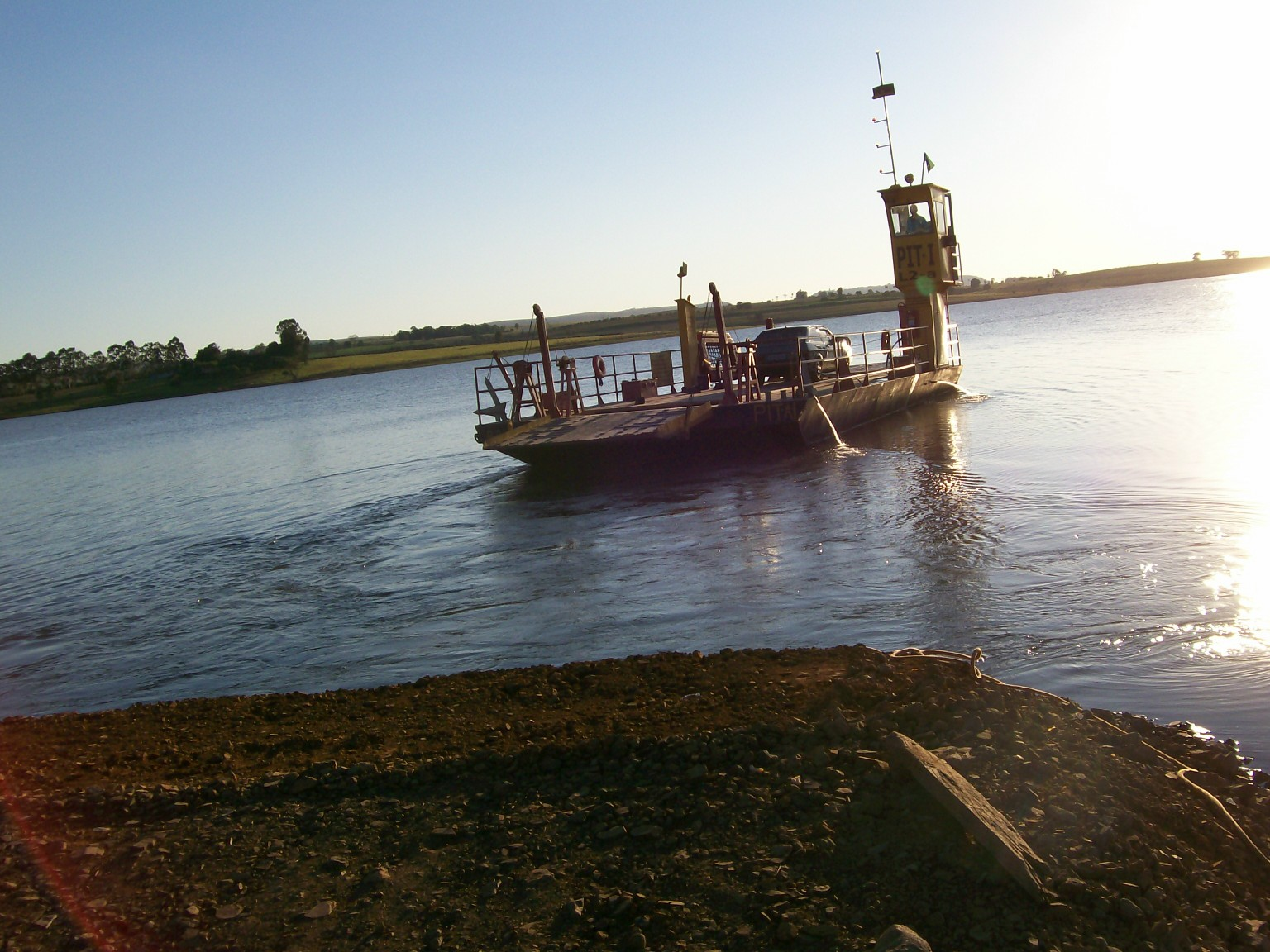
Balsa através da qual o transporte entre Fartura e Itaporanga é realizado.
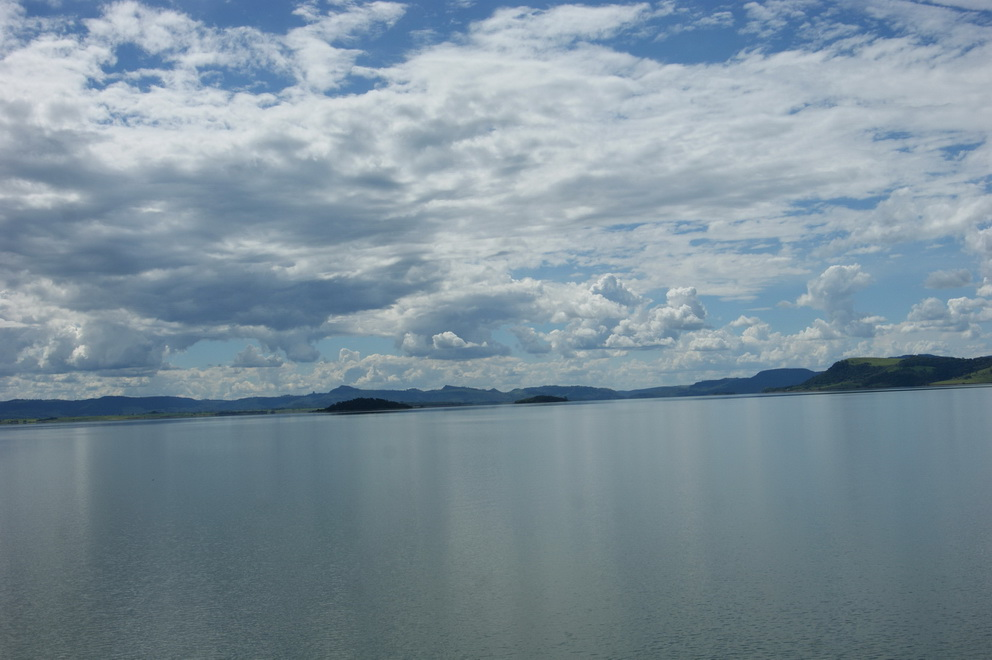
Vista da Represa de Xavantes.
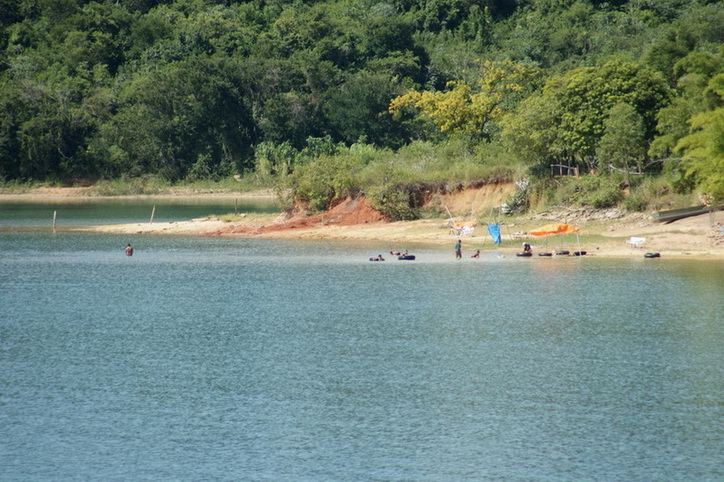
Margens da Represa de Xavantes.
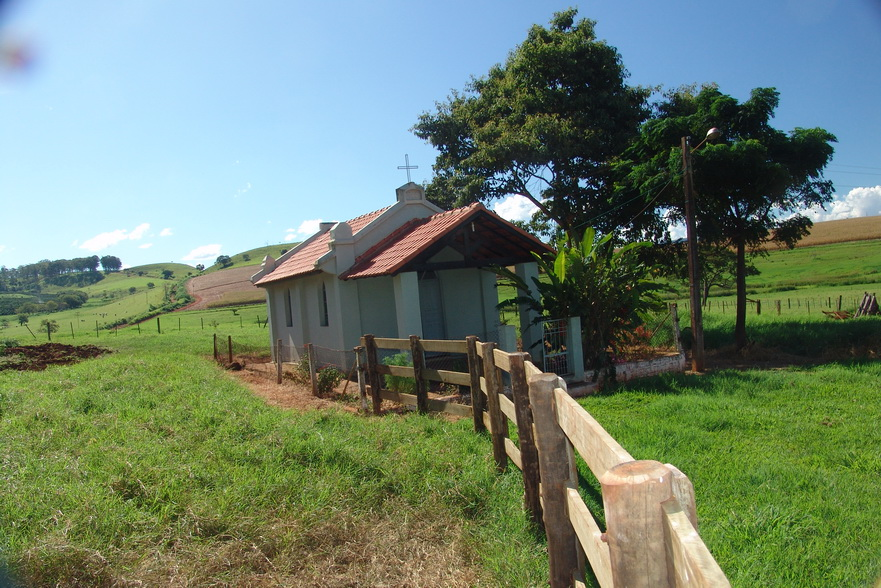
Capela São Sebastão.
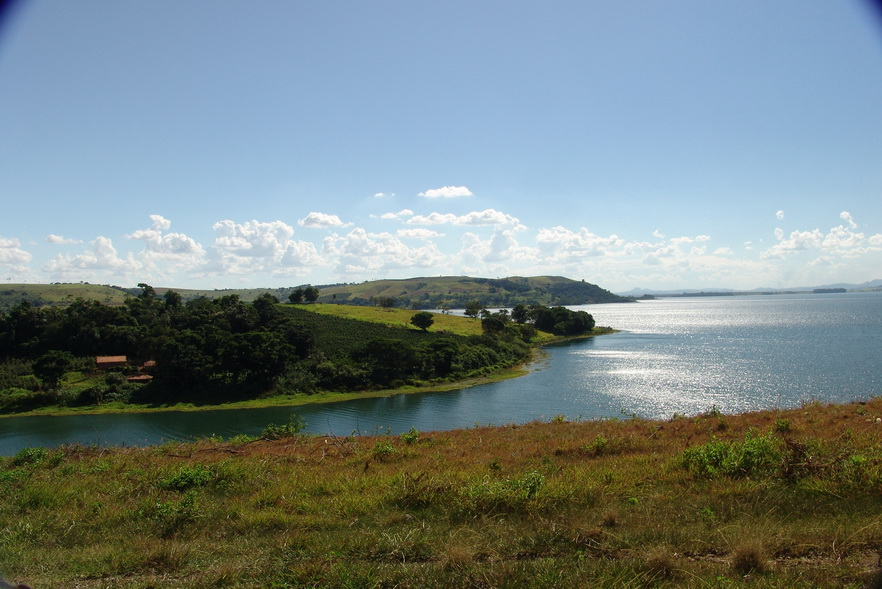
Vista da Represa no Bairro Areias.
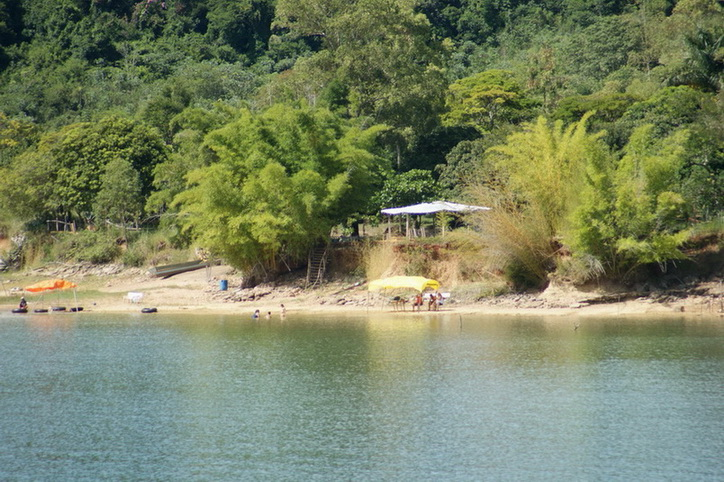
Margens da Represa de Xavantes.
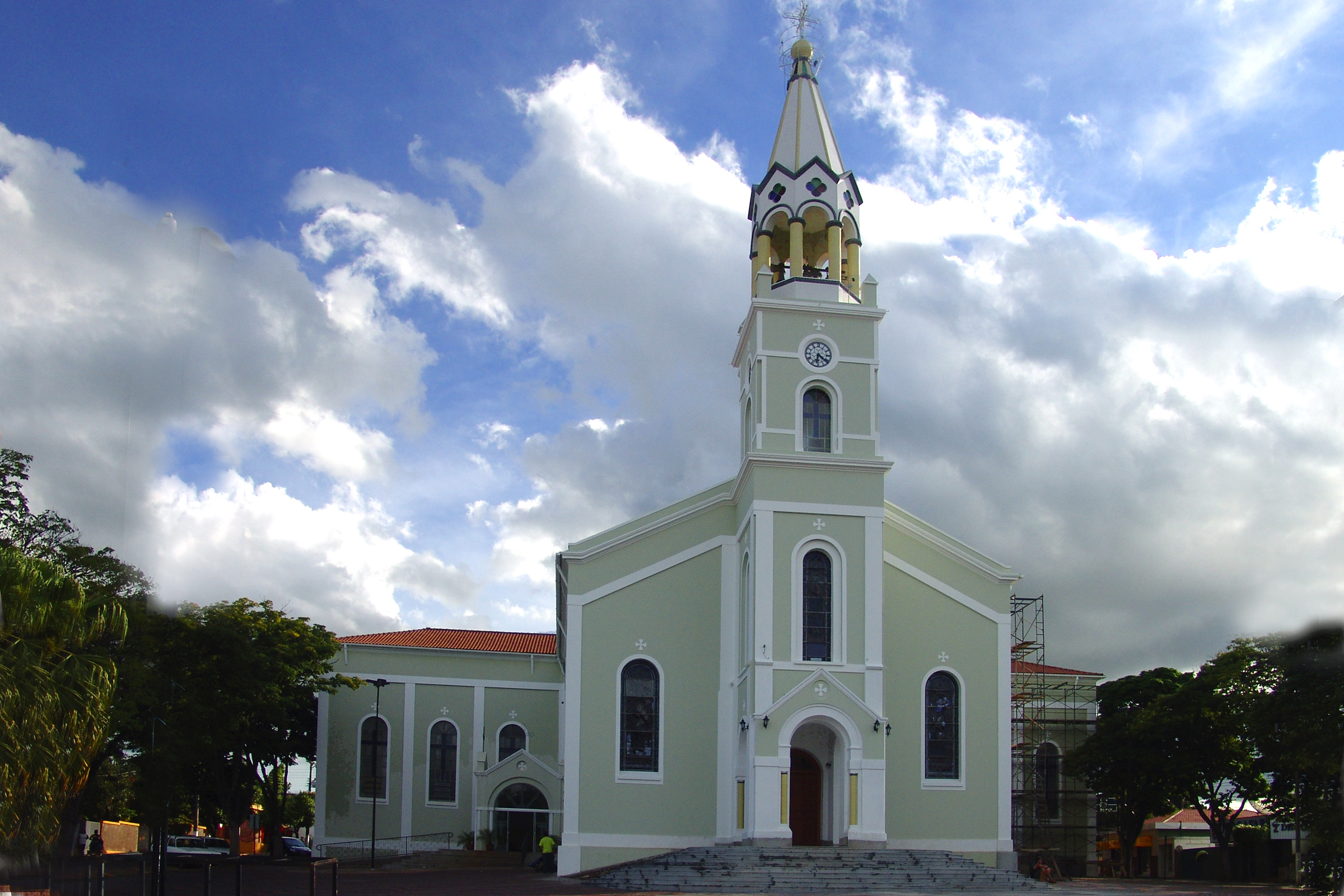
Igreja Nossa Senhora das Dores de Fartura.
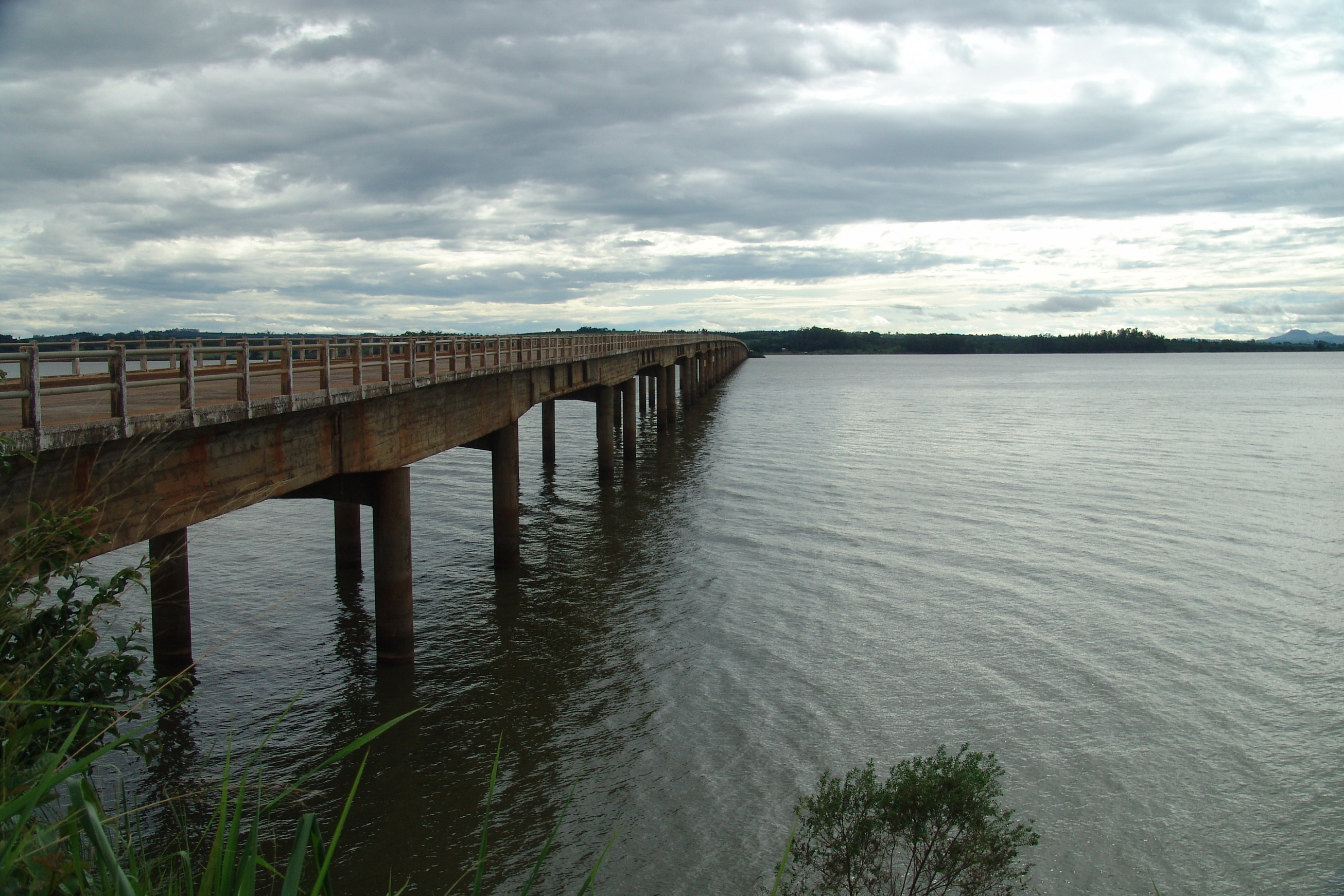
Ponte Benedito Garcia Ribeiro, que liga os estados São Paulo e Paraná.
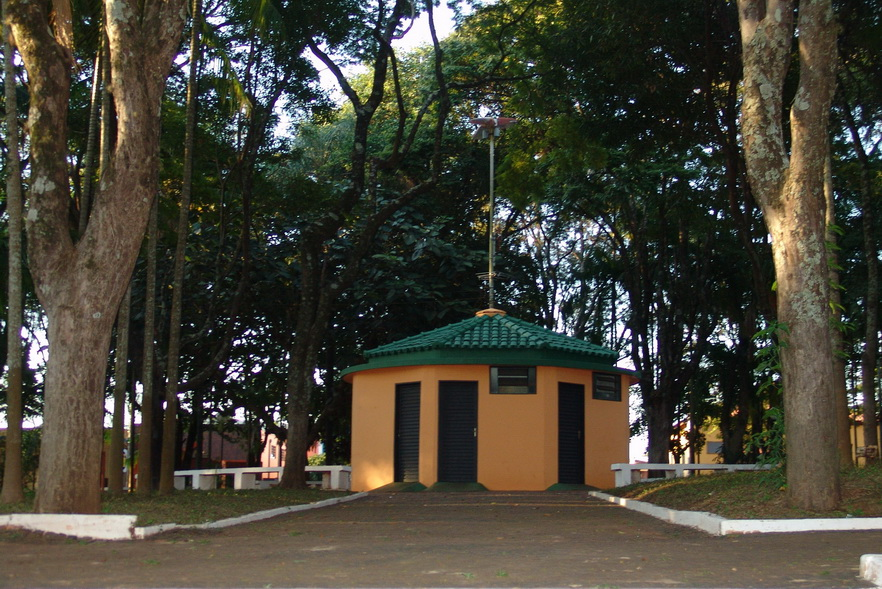
Praça Tenente Casemiro.
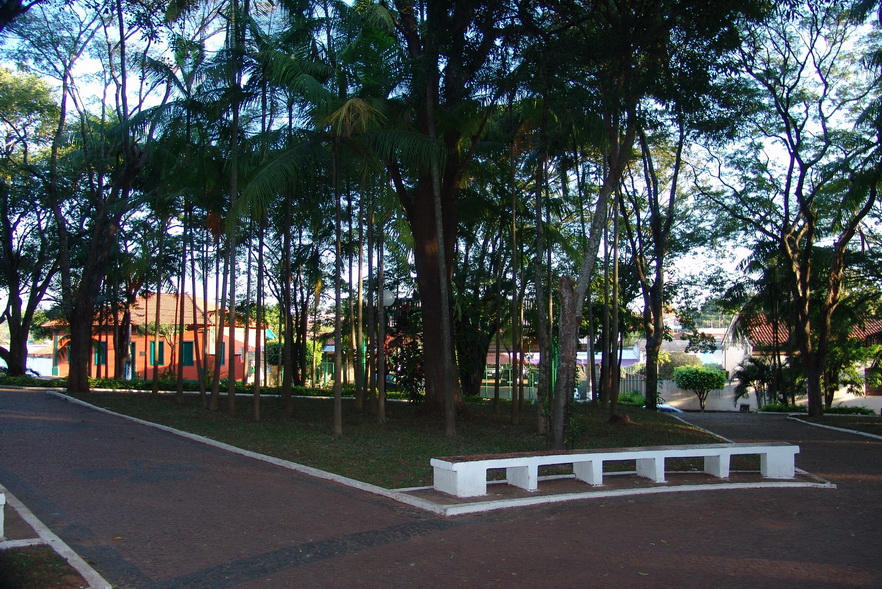
Praça Tenente Casemiro.
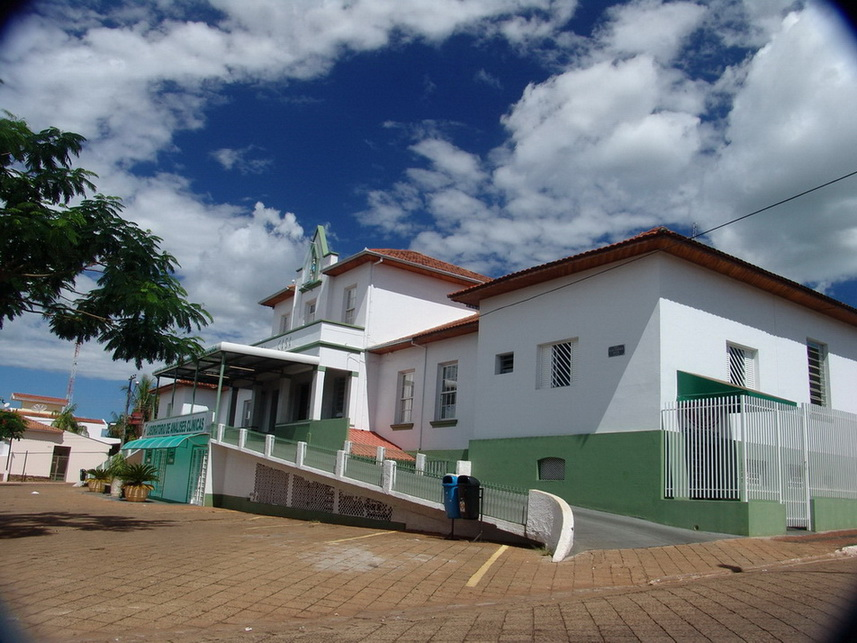
Santa Casa de Misericórdia de Fartura.
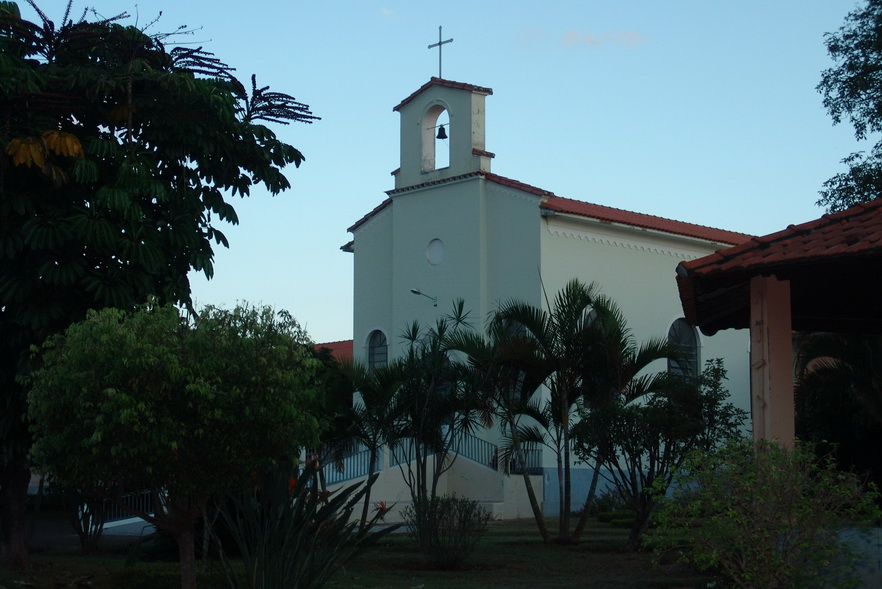
Capela São Vicente de Paulo.